# ジョゼフ＝ジャン＝ピエール・ロラン

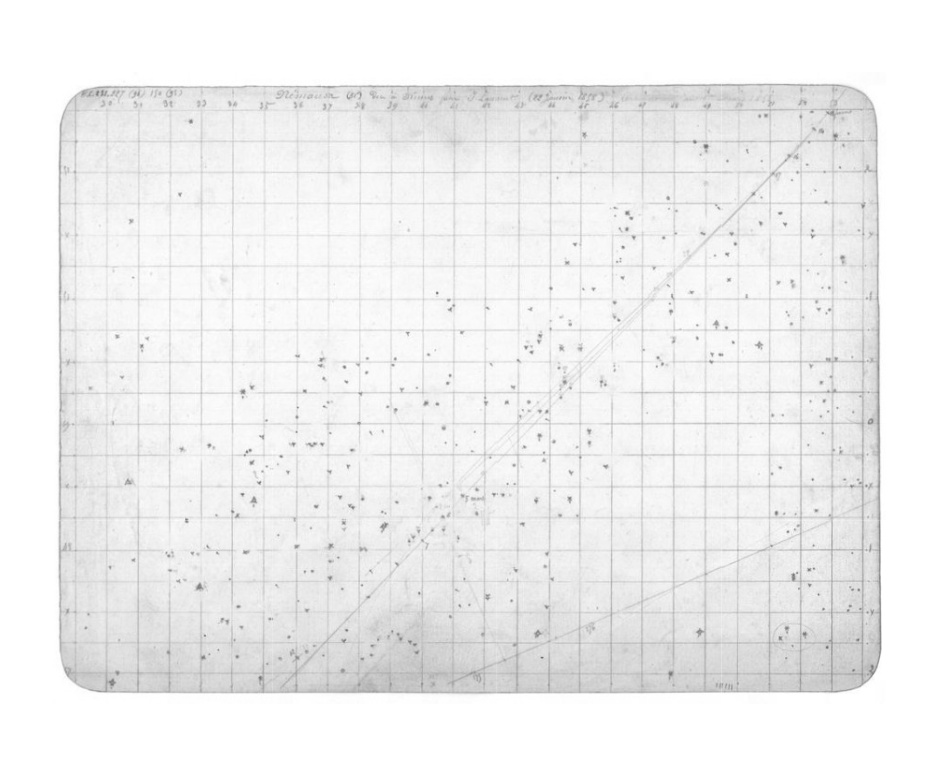
51ネマウサの発見について記した手書きの星図。ネマウサの軌跡が描かれている。

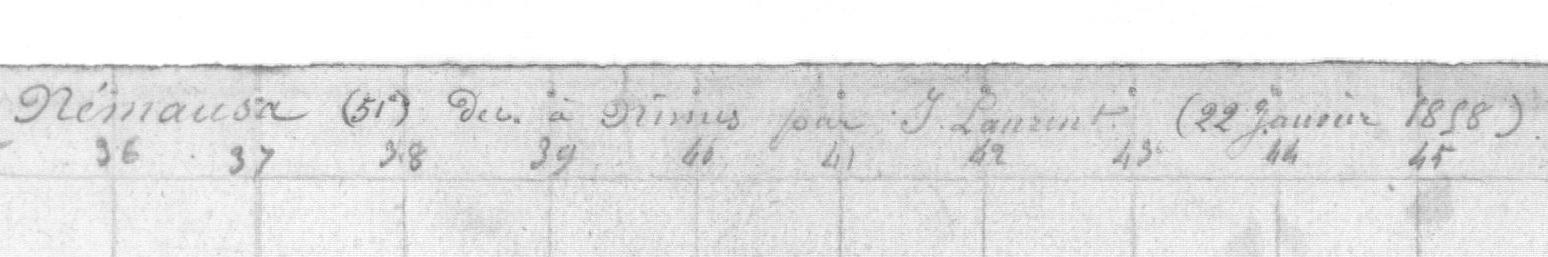
51ネマウサの発見について記した手書きの星図の説明書きの部分をズームアップしたもの。J. Laurent の名がクレジットされている

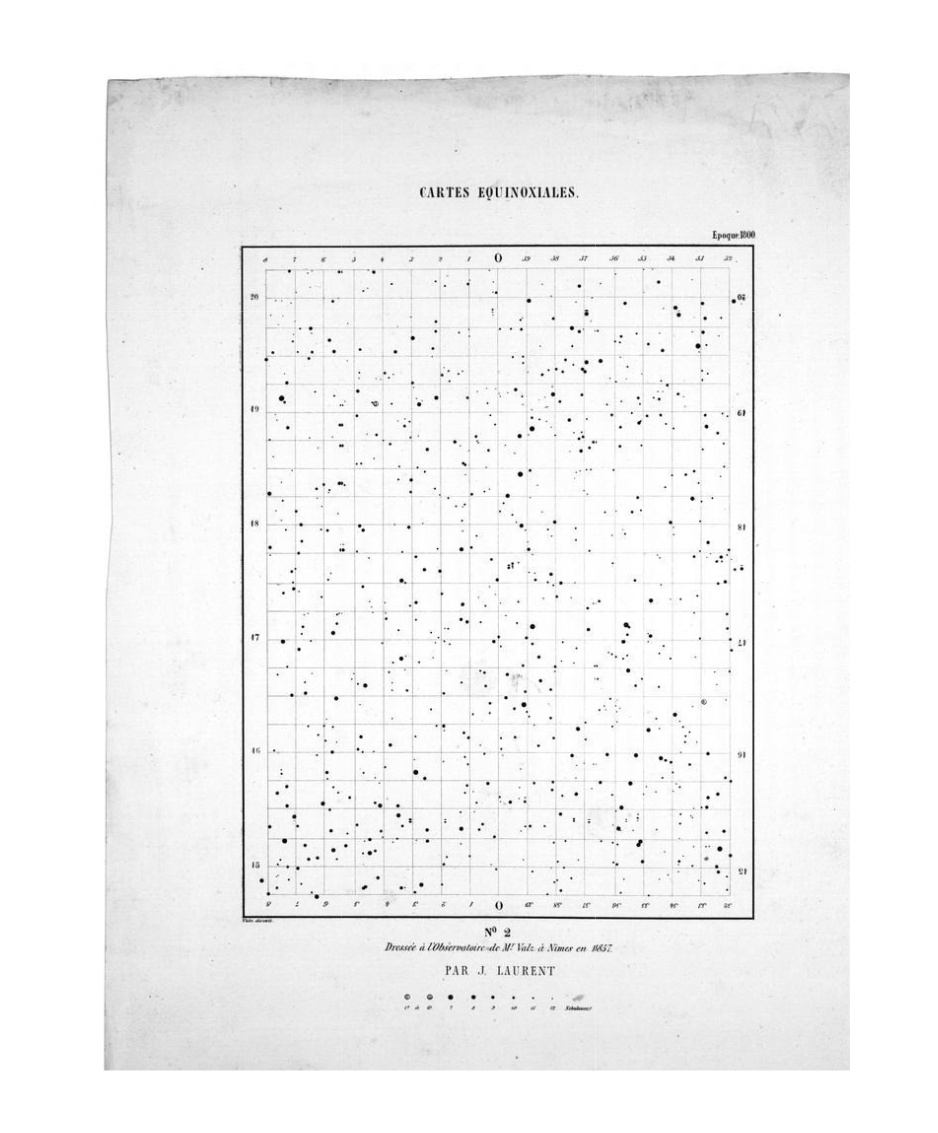
ロランにより描かれた Equinoxial charts

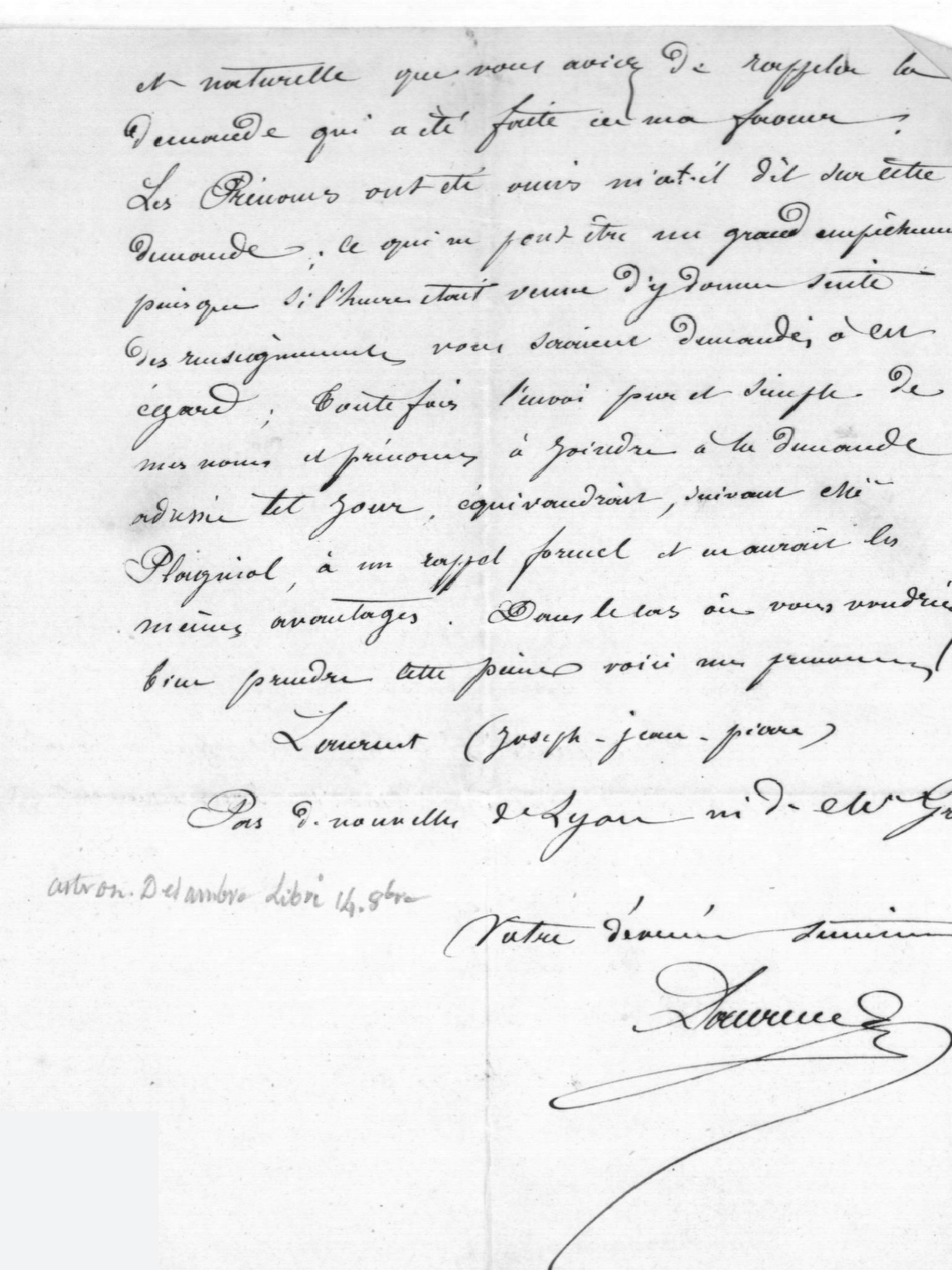
1858年9月5日付の手紙。プレノンを Joseph-Jean-Pierre と書いてあるのが読める。

ジョゼフ＝ジャン＝ピエール・ロラン（Joseph-Jean-Pierre Laurent, ? - 1900年）は、1858年に小惑星 (51) ネマウサを発見したフランスのアマチュア天文家である。ロランは小惑星を1度しか発見したことはなかったが、ネマウサの発見の功績により、フランス科学アカデミーよりラランド賞が与えられた。
ロランについては多くを知られておらず、ファーストネームも長らくイニシャルしか伝えられていなかった。おそらくは1853年に、写真術の先駆者ディズデリの下で化学助手を務めていた人物と同一人物である。

## 天文学分野における貢献
ロランがネマウサの他に小惑星を発見することはなく、彼について知られていることは多くない。天文学者エドゥアール・ステファンはロランのことを「とても有能な若者だ」と評している。また、「マルセイユ学派の傑出した一員」、アマチュア天文学者、ニーム保証局の検査官であるという記載もある。
ネマウサの発見がなされた私設天文台は、かつて天文学者バンジャマン・ファルツが使っていた家屋に設置された物で、ファルツが1836年にマルセイユ天文台の所長に新しく就任するのに伴い、彼が置いて行った物であった。ファルツは自分の観測機をロランに預け、ロランは後に小惑星を見事に発見した。この天文台があった家屋はニームのラゴー通りにあり、現在はネマウサの発見を記念するプラークが設置されている。
フランス科学アカデミーは、1858年に小惑星や彗星の発見者ら5人とともに、ロランに対してネマウサ発見の功績をたたえてラランド賞を授与した。また、1876年にアンリ兄弟の弟、プロスペールが自身の発見した小惑星にロランの名を冠して (162) ローランシアと命名した。
ロランは1858年11月26日にマルセイユ天文台の観測助手に任命されたが、1859年2月20日に辞めた。辞職の理由をロランはファルツの天文台の運営がめちゃくちゃだったためとしているが、ファルツの側ではロランに責任感がなく指示に従わないと非難し、そのことを1863年5月14日付けアントワヌ・ダバディへの書簡に記している。
1859年2月の辞職に際してロランは化学分析を始め、J. Icard et J. Laurent の名前でマルセイユの研究所の調査をし始めた。

## 名前（プレノン）
19世紀の史料でロランのプレノン（個人名、ファーストネーム）について記載しているものはなく、フランス語で一般に成人男性の敬称として用いられる略語の M. を添えて、"M. Laurent"（ムッシュ・ロラン）とだけ記されている。唯一例外的に、発見された小惑星を発見者の個人名のイニシャルと家族名とともに一覧にする小惑星センターが、"A. Laurent" と記したことがあるが、この "A." は "Anonymous" の略であり、小惑星のプレースホルダーの個人名が不詳である場合に用いられるものである。ところが、1858年9月5日の日付でロランからバンジャマン・ファルツに宛てられた手紙の中で、ロランは自分の個人名を Joseph-Jean-Pierre （ジョゼフ＝ジャン＝ピエール）と書いている。小惑星センターも現在では "J. J. P. Laurent" と小惑星及び発見者一覧に記している。
ロランは正式なプレノン全部を名乗らず、イニシャルのみを使う場合、"J. Laurent" と名乗った。ネマウサを発見したことが書き記されており、ロラン自身の手で描かれたものであると知られている一連の星図には、彼の名前が、J. Laurent と記されている。『フランスの天文学者辞典』の著者フィリップ・ヴェロンは、"Joseph Laurent" と記載している。
1857年にはファルツが星図（cartes equinoxiales）の出版に着手し、ロランが図版を描くことになると報告されている。ファルツがネマウサの発見を Comptes rendus hebdomadaires des séances de l'Académie des Sciences に報告した書簡において、ファルツはこの発見をこれら星図（cartes equinoxiales）の「最初の成功」と記している。問題の星図は著者を "J. Laurent" であるとしており、図書目録においてもそのようになっている。マルセイユ天文台資料館にある手書きの星図の上部にある注意書きには、小惑星の発見について次のように書かれている。Némausa (51) dec. [ = découverte ] à Nîmes par J. Laurent (22 janvier 1858) 「51ネマウサ、ニームにて J. Laurent により発見される（1858年1月22日）」という意味である。

## 写真術の先駆者ディズデリとのつながりの可能性
アンドレ＝アドルフ＝ウジェーヌ・ディズデリは「写真付き訪問名刺（フォト＝カルト・ド・ヴィジト）」を開発した人物として知られるが、ディズデリの評伝の作者エリザベス・アンヌ・マコーリー（Elizabeth Anne McCauley）によると、ディズデリは写真付き訪問名刺の作製方法を、ニームに滞在していた1853年に開発した。彼はそれをパリに持ち帰り、大成功に結びつけた。マコーリーが引用するディズデリの自伝によると、写真付き訪問名刺の作製方法は、化学者でニーム保証局の検査官のムッシュ・ロランの化学に関する助言があってはじめて可能になった旨の記載がある。マコーリーは1855年のパスポート取得用の公文書に基づいて、ディズデリの言及した「ムッシュ・ロラン」の名前をジョゼフ・ジャン・ピエール・ロラン〔ママ〕（Joseph Jean Pierre Laurent 〔ママ〕）と特定している。
名前、職業、都市、時代の一致は示唆的ではあるが、小惑星の発見者との決定的な結びつきはいまだなされていない。